# セレスティア (ダンジョンズ&ドラゴンズ)
セレスティアはダンジョンズ&ドラゴンズ ・ファンタジー・ロールプレイングゲームにおいて、
秩序にして善の属性の属性を持つ外方次元界である。

## 概要
七つの階層から成る聖山であり、階層を登っていくためには法や善に関する何某かの真理を見つける必要がある。
すなわち、聖山を登るという形で法と善について学んでいき、精神修養を行う世界である。
法と善について学ぶ意思があれば、かつて混沌にして悪の魔術師だった者にすら学ぶ機会が与えられている。とはいえ、その道は険しいものとなるが。

## 請願者
セレスティアに迎えられた請願者（外方次元界で再構成された死者の魂）は、同胞のクリーチャーに対するいたわりと共感の心を持つ者であり、他の外方次元界の請願者に比して、力と知識に恵まれている。
セレスティアの請願者は下級ながらもアルコン（秩序にして善の天使）の一員であり、法と善を学びながら聖山を登っていくことでより名誉あるタイプのアルコンに進化する機会を与えられている。